# Claxton, Georgia
Claxton är administrativ huvudort i Evans County i Georgia. Orten grundades officiellt år 1911, och Kate Claxton, som medverkade i stumfilmer på den tiden, hedras av staden. Enligt 2010 års folkräkning hade Claxton 2 746 invånare.